# Gunnar Utterberg
Nils Gunnar Utterberg, född 28 november 1942 i Jönköping, död den 12 september 2021 i Mölltorp, var en svensk kanotist som tävlade för Jönköpings KK. Han blev olympisk guldmedaljör i Tokyo 1964. Tillsammans med Sven-Olov Sjödelius tog han då guld på K2 1 000 meter. Utterberg har också tre EM-guld i par med Lars Andersson på K2 1 000 meter och K2 10 000 meter.
Utterberg är Stor grabb nummer 53 på Svenska Kanotförbundets lista över mottagare för utmärkelsen Stor kanotist.